# Ґудзик (роман)
«Ґудзик» — роман української письменниці Ірен Роздобудько.
У 2005 році твір отримав перше місце на конкурсі «Коронація слова» в номінації «роман».
У 2008 році роман було екранізовано.

## Сюжет
Головний герой книги — Денис. У 1977 році вісімнадцятирічний хлопець вступив на кінофакультет на сценарне відділення. Довідавшись про результат іспитів, він поїхав відпочити на туристичну базу біля підніжжя Карпат. Там він побачив жінку, в яку закохався з першого ж погляду. Коханою Дениса виявилася режисер Єлизавета Тенецька. Вона сказала хлопцю, щоб той забув про їх швидкоплинний роман.
Коли почалося навчання в університеті, виявилося, що Єлизавета була вчителькою Дениса. Хлопець знову намагався продовжити стосунки із нею. Невдача на особистому фронті змушує Дениса покинути навчання. Він вирушив добровольцем на Афганську війну.
Повернувшись із Афганістану, Денис закінчив навчання та зробив вдалу кар'єру. Та його кохання до Лізи не зникло. У ресторані він знову побачив її. Денис не наважився одразу підійти до Єлизавети, тому вирішив познайомитися з її супутницею. Це була дівчина на ім'я Ліка. Несподівано для Дениса, вони почали зустрічатися. Так само несподівано Денис і Ліка почали планувати весілля. Та при знайомстві з батьками Ліки, виявилося, що Єлизавета Тенецька - її мати. Вона не впізнала Дениса.
Одного разу Денис і Ліка побачили у вітрині магазину надзвичайну шафу. Вони вирішили її придбати, проте шафа не продавалася. 
Дружина Дениса була художницею. Їй запропонували поїхати на пленер до підніжжя Карпат. Ліка не хотіла залишати чоловіка, проте Денис вмовив її поїхати.
Денис за відсутності дружини наважився розповісти правду Єлизаветі. Він запросив її додому й нагадав їй події 25-річної давності. Проте виявилося, що Ліка не поїхала з міста - по дорозі вона помітила, що шафу, яка сподобалася Денисові, виставлено на продаж. Вона вирішила зробити сюрприз чоловікові - Ліка купила шафу, привезла її до квартири й заховалася в ній. Денис не помітив цього, тому Ліка в шафі стала свідком розмови між її чоловіком та матір'ю.